# Arès

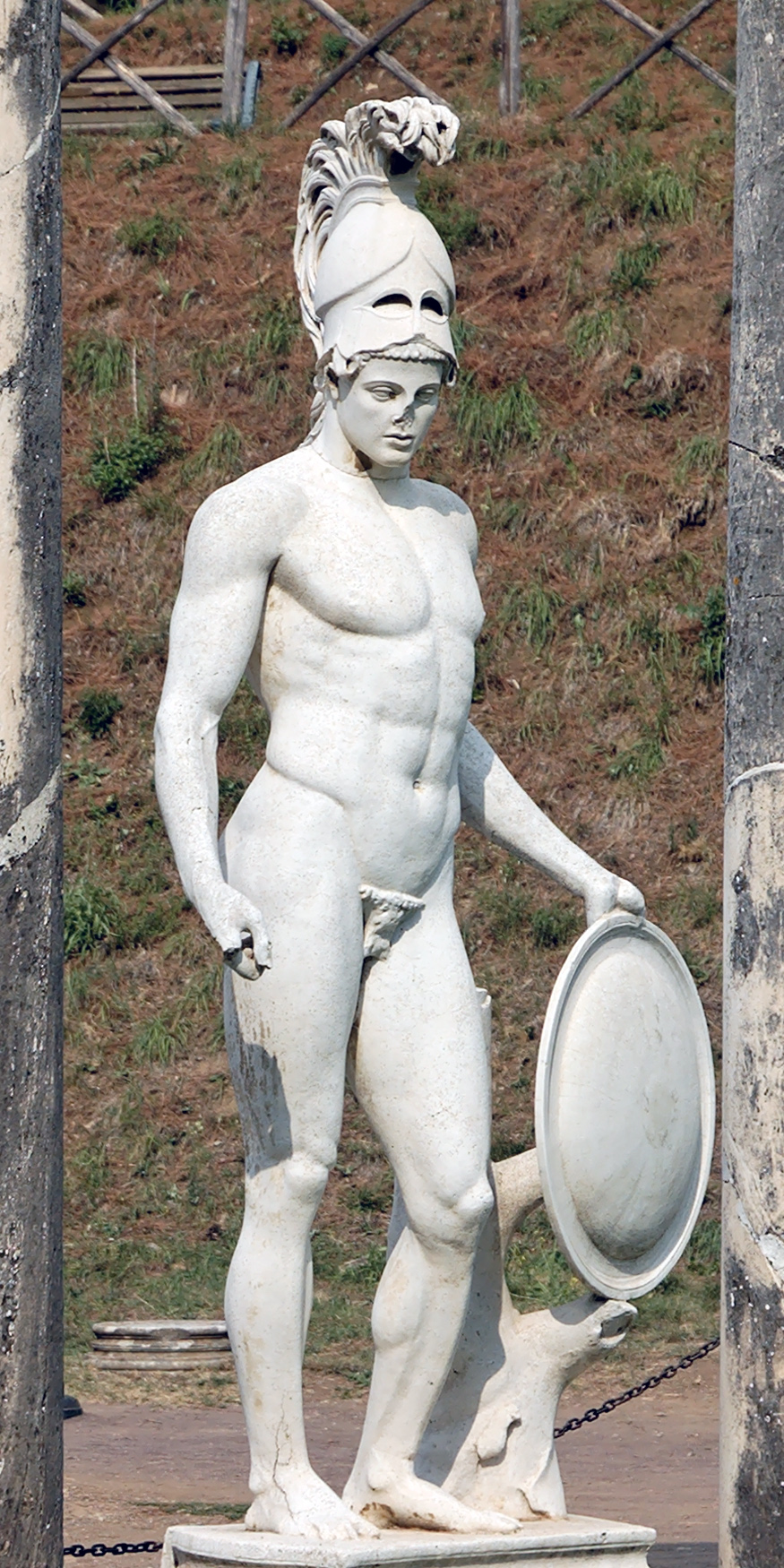
Statue d'Arès, Villa d'Hadrien.

Pour les articles homonymes, voir Ares (homonymie).
Arès  (en grec ancien Ἄρης / Árēs) est le dieu de la guerre et de la violence dans la religion grecque antique. Il est le fils de Zeus et de Héra. La mythologie grecque le met souvent en scène.
Les Romains l'ont assimilé à leur dieu Mars.

## Étymologie
L'étymologie du nom Arès est traditionnellement liée au mot grec ἀρή / arē, la forme ionique du dorique ἀρά / ará, « malédiction, imprécation », d'où « fléau, ruine ». Walter Burkert note qu'« Arès est apparemment un ancien nom abstrait qui signifie foule de bataille, guerre. »

## Généalogie et famille
Arès est l'un des enfants de Zeus et d'Héra.

### Descendance divine
Présentés dans l’Iliade comme purement fraternels, les rapports d'Arès et d'Aphrodite deviennent dans l’Odyssée à la fois amoureux et adultères, puisque la déesse de l'amour y est mariée à Héphaïstos — celui-ci étant l'époux d'une dénommée Charis dans l’Iliade. Encore une fois, Arès est tourné en ridicule : dénoncés par Hélios, le Soleil, les amoureux tombent dans le piège du mari trompé qui les capture dans un filet et les exhibe aux dieux hilares. Honteux, Arès part se réfugier en Thrace.
Chez Hésiode et les poètes postérieurs, Arès et Aphrodite sont présentés comme un couple légitime. Aphrodite donne à Arès trois enfants : Déimos, Phobos et Harmonie, épouse de Cadmos, le fondateur de Thèbes. Arès à Thèbes, possédait une source, gardée par un dragon, dont il était le père : le dragon de la source d'Arès (aussi appelé dragon de Thèbes). Lorsque Cadmos, pour accomplir un sacrifice, voulut puiser de l'eau à cette source, le dragon tenta de l'en empêcher. Cadmos le tua, et, pour expier ce meurtre, dut servir Arès pendant huit ans, en qualité d'esclave. Mais, à l'expiration de ce terme, les dieux marièrent Cadmos avec Harmonie, la fille d'Arès et d'Aphrodite. La paternité d'Éros et Antéros apparaît pour la première fois chez le poète lyrique Simonide de Céos et paraît lui être attribuée plutôt par commodité. Il est aussi vu comme père de Pathos (la Passion) et de Himéros (le Désir).
Ényo, la déesse des batailles, qui apparait le plus souvent comme la sœur d'Arès et même son épouse, est présentée dans certains récits minoritaires comme étant plutôt sa fille, sans que la mère ne soit alors identifiée. En tant qu'épouse et sœur d'Arès, Ényo est identifiée dans certains mythes comme la mère du dieu de la guerre Enyalios qu'elle a eu de ce dernier, quand Enyalios n'est pas assimilé avec Arès, son nom utilisé comme un titre du dieu.

### Descendance mortelle
Avec Tritée, la fille du dieu marin Triton, il engendre Mélanippos fondateur d'une cité qu'il nommera en l'honneur de sa mère.
Avec Aglauros, il est père d’Alcippe.
Ses autres enfants sont souvent des criminels ou des fous : 
- Phlégias, qui tente de se venger d'Apollon, lequel vient de tuer sa fille Coronis ;
- Térée, persécuteur de Philomèle et Procné ;
- Œnomaos, qui sachant qu'il serait tué par son gendre et en possession de chevaux imbattables, décida d'accorder la main de sa fille à quiconque capable de le battre dans une course de chars ; nombre de concurrents furent ainsi mis à mort par le roi toujours vainqueur ;
- Diomède, qui nourrit ses cavales de chair humaine ;
- Cycnos, qui défie en duel Héraclès et meurt lors de ce combat ;
- Lycaon, qui lui aussi défie Héraclès et en meurt.

D'autres sont plutôt des guerriers :
- Les jumeaux Ascalaphe et Ialmène, deux des meneurs de la guerre de Troie[10], comptés aussi parmi les Argonautes[11] et les prétendants d'Hélène[12] ;
- Méléagre, dont la vie était liée à l'un des tisons du foyer : une fois celui-ci entièrement consumé, Méléagre était destiné à mourir ;
- Licymnios, oncle et companion d'Héraclès ;
- Œagre, qui accompagne Dionysos aux Indes ;
- Nisos, roi de Mégare ;
- Thestios, roi d'Étolie ;
- la reine des amazones Orithye.

## Mythe
Son importance est relativement limitée. Il apparaît principalement dans des récits de guerre ou de combats.
Pendant la guerre de Troie, il se range aux côtés des Troyens à la demande de son demi-frère Apollon. Mais on le voit aussi assister les Achéens. Comme les autres dieux, il exhorte son camp sous diverses apparences, notamment celle d'Acamas. Il accompagne les héros sur le champ de bataille. Toutefois, il est le seul à prendre directement part au combat et on le voit ôter l'armure du défunt Périphas. Sa force surprenante n'en fait pas un combattant invincible. Sa demi-sœur Athéna, qui a pris l'autre parti, l'assomme d'un coup de pierre et il doit même s'avouer vaincu face à Diomède, un simple mortel, soutenu par Athéna.
L’Iliade relate également que les Aloades l'enferment pendant treize mois dans une jarre de bronze. Selon le scholiaste, c'est pour avoir causé la mort d'Adonis, placé sous la charge des Aloades. Il est délivré, à bout de forces, par Hermès. Il s'agit probablement de l'explication étiologique d'un festival survenant tous les 13 mois, durant lequel toutes sortes de licences étaient permises.
Hors du cycle troyen, il est vaincu deux fois par Héraclès.
Selon Euripide et Hellanicos, quand Halirrhotios, fils de Poséidon, viole Alcippe, la fille qu'il a eu avec Aglaure (fille de Cécrops), il le tue. Pour ce meurtre, Arès est traduit devant le tribunal des dieux olympiens, sur la colline qui prend son nom (cf. Aréopage). Selon Euripide, il est acquitté. D'après Panyasis cependant, il semble qu'Arès soit condamné à servir parmi les mortels, sans doute pour prix de ce meurtre.

## Fonctions

### Dieu de la guerre

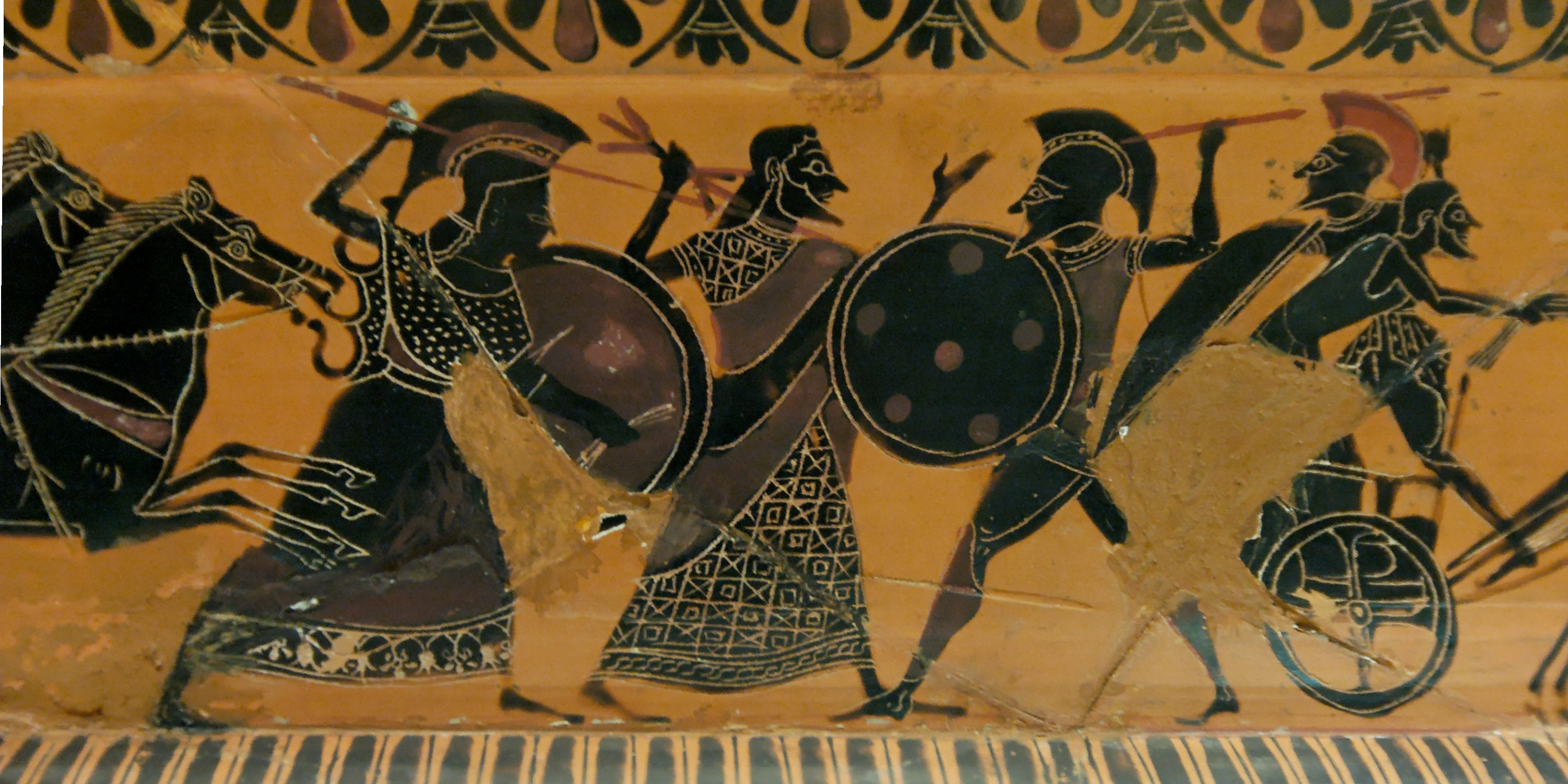
Zeus s'interpose entre Athéna et Arès, cratère à volutes de Nicosthénès, British Museum (B364).

Arès est le dieu de la guerre. Il combat accompagné de sa sœur Éris (la Discorde), ses fils Déimos (la Terreur) et Phobos (la Crainte), ainsi que d'Ényo, déesse des Batailles. Lui-même est souvent appelé Ἐνυάλιος / Enyalios, « le furieux ». Traditionnellement, les Grecs interprètent son nom comme un dérivé du mot « tueur » (ἀναίρης / anaïrês). Ses épithètes laissent peu de doute sur sa personnalité : « insatiable de guerre, assailleur de remparts, destructeur de cités, pourfendeur de boucliers, meurtrier, buveur de sang, porteur de dépouilles, fléau des hommes ».
Arès est haï des autres dieux, en particulier Zeus, lequel lui déclare dans l’Iliade :

« Je te hais plus qu'aucun des dieux qui vivent sur l'Olympe

Car tu ne rêves que discordes, guerres et combats. »

Sa mère Héra ne l'apprécie guère plus, dépitée qu'elle est de le voir prendre le parti des Troyens pendant la guerre de Troie. Elle déclare pareillement à son sujet :

« Zeus Père, n'es-tu pas outré des sévices d'Arès ?

Combien de braves Achéens n'a-t-il pas fait périr

à tort et à travers ! J'en suis navrée, et cependant

Artémis et Apollon à l'arc d'argent sont tout heureux

d'avoir lâché ce fou qui ne connaît aucune loi. »

Seule Aphrodite témoigne de l'affection pour son « bon frère », qui selon d'autres légendes est également son amant. Dans son Œdipe à Colone, Sophocle peut ainsi le proclamer « le dieu à qui tout honneur est refusé parmi les dieux ».
Son nom désigne toute forme de mort violente, et plus particulièrement la peste. La guerre est surnommée « danse d'Arès ». Les Grecs voient en lui le « dieu des Larmes ». Seul l’Hymne homérique qui lui est consacré (probablement tardif et d'inspiration orphique) le montre sous un jour bienveillant et le nomme :

« Cœur hardi, porteur de bouclier sauveur des cités, coiffé d'airain,

Aux mains robustes, infatigable, fort par la lance, rempart de l'Olympe,

Père de la Victoire, heureuse conclusion des guerres, auxiliaire de Thémis ;

Maître absolu de l'adversaire, guide des hommes les plus justes. »

Arès partage son domaine d'intervention avec Athéna. On présente souvent celui-ci comme l'incarnation de l'aspect sauvage, brutal et désordonné du combat, Athéna représentant l'ordre de la bataille entre peuples civilisés. Cependant, Athéna peut elle aussi se montrer brutale et sans pitié, par exemple lorsqu'elle écorche le Géant Pallas. Le bouclier d'Achille représente les deux dieux sur un pied d'égalité, « tous deux en or et d'or vêtus, beaux et grands avec leurs armes, comme des dieux ». De même, le plus court des hymnes homériques qui lui est consacré évoque « la terrible déesse qui s'intéresse, avec Arès, aux travaux de la guerre, au pillage des villes et aux clameurs guerrières ». Néanmoins, les deux dieux se distinguent en ce qu'Athéna peut abandonner son rôle guerrier pour un autre, alors qu'Arès se résume à être un dieu de la Guerre.

### Garant des serments
Arès est aussi le dieu vengeur. En tant que tel, son nom est utilisé dans les serments solennels. C'est, par exemple, le cas dans le serment prêté par les jeunes Athéniens pendant leur éphébie.

## Épithètes et épiclèses
Épithètes dans l'œuvre d'Homère :
- « assailleur de remparts » (τειχεσιπλήτης / teikhesiplḗtēs) ;
- « brutal » (μαλερός / malerós) ;
- « fléau des hommes » (βροτολοιγός / brotoloigós) ;
- « Impétueux » ( Θούρος / Thoúros) ;
- « souillé de sang » (μιαιφόνος / miaiphónos).

Épiclèses :
- Ényalios (Ἐνυάλιος / Enuálios), qui est cependant une divinité distincte à l'époque mycénienne[37] et parfois même à l'époque classique[38] ;
- Théritas (Θηρίτας / Thērítas).

## Attributs

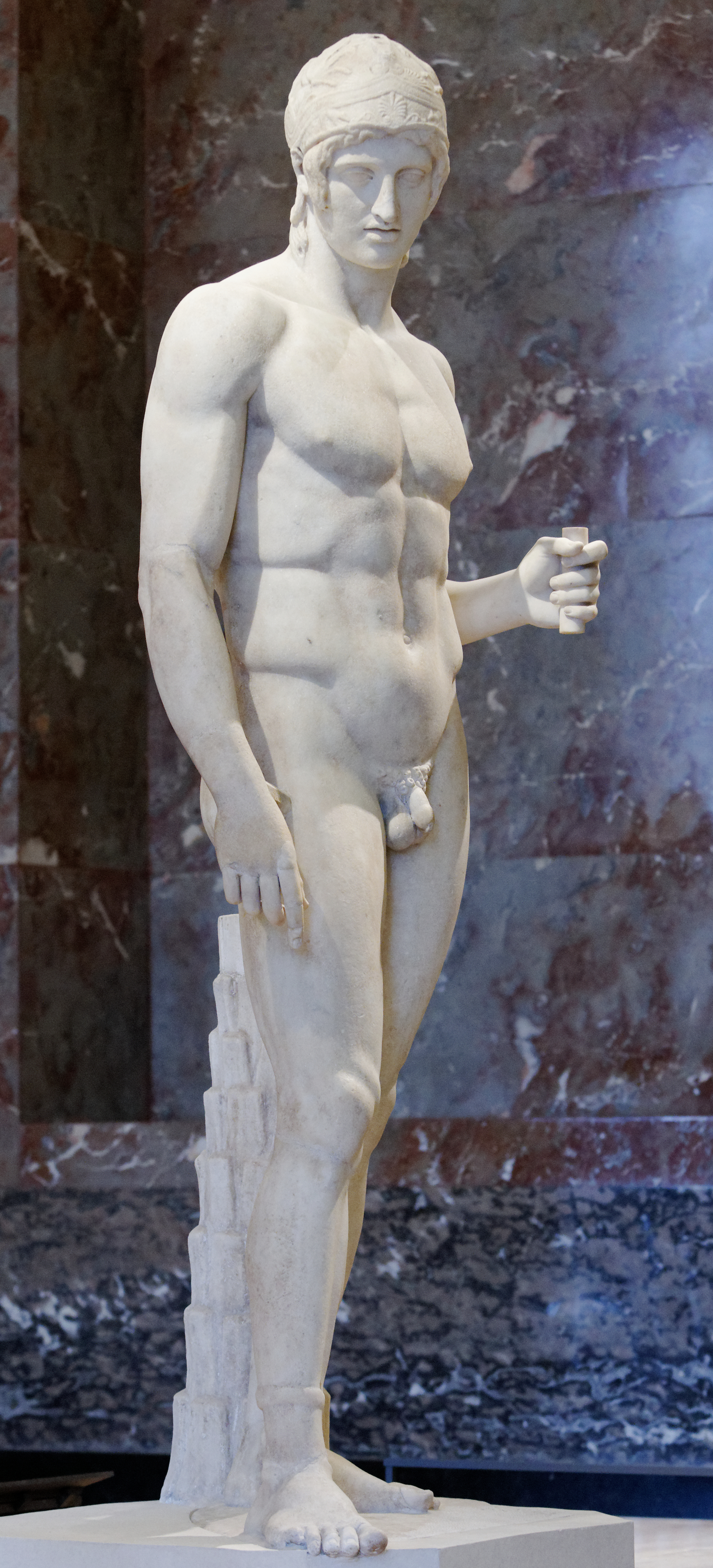
L'Arès Borghèse, Musée du Louvre, Paris.

Son armement est constitué d'une lance, d'un casque, d'un bouclier, d'un glaive et d'une hache.
Ses animaux symboliques sont le pic vert, le chien, le vautour et le sanglier.

## Culte
Sa résidence préférée est la Thrace — les Thraces, pour les Grecs, étaient un peuple guerrier et batailleur.
Il est également révéré en Colchide : la Toison d'or est exposée dans son bois sacré et la plaine qui l'entoure porte son nom. Les Amazones lui ont également bâti un temple à proximité[réf. nécessaire].
Selon Hérodote, Arès est l'un des dieux préférés des Scythes, qui lui vouent des statues et des sanctuaires.
En Grèce, ses lieux de culte sont rares notamment :
- Acharnes (Attique) : un sanctuaire. Une stèle, actuellement conservée à l'École française d'Athènes, reproduit sans doute la statue du culte. Au Ier siècle, le sanctuaire (en) est transféré sur l'agora d'Athènes et une nouvelle statue est érigée, dont l'Arès Borghèse est sans doute une copie ;
- Argos : il est vénéré en association avec Aphrodite[42] ;
- Athènes (Attique) : il est vénéré en association avec Aphrodite ;
- Geronthrae (Laconie, au nord d'Hélos)[43] : il est célébré dans des fêtes excluant les femmes ;
- Salamine : un temple en l'honneur d'Ényalios[38] ;
- Sparte : un sanctuaire lui est dédié sous le nom d'Arès Théritas, c'est-à-dire « le sauvage », épiclèse parfois rattachée à Théra, sa nourrice[44] ;
- Tégée (Arcadie) : les femmes le célèbrent dans des fêtes qui leur sont réservées, et commémorent leur vaillance contre les Spartiates ;
- Thèbes : une fontaine lui est consacrée en souvenir de la légende de Cadmos qui avait semé là les dents d'un dragon, fils d'Arès, qui donnèrent naissance aux Spartes. Par la suite, Cadmos fait la paix avec Arès en épousant Harmonie, fille du dieu et d'Aphrodite, avant de fonder Thèbes. La métaphore est transparente : la fin des guerres apporte l'ordre et l'harmonie, et permet la fondation de la cité[45] ;
- Thérapné (Laconie)[46] : les éphèbes lui sacrifient un chien ;
- près de Trézène[46], un sanctuaire lui est consacré en souvenir des Amazones, ses filles.

Sa place dans la religion grecque antique est bien loin d'égaler celle de Mars chez les Romains.

## Représentation dans les arts et la culture

### Antiquité

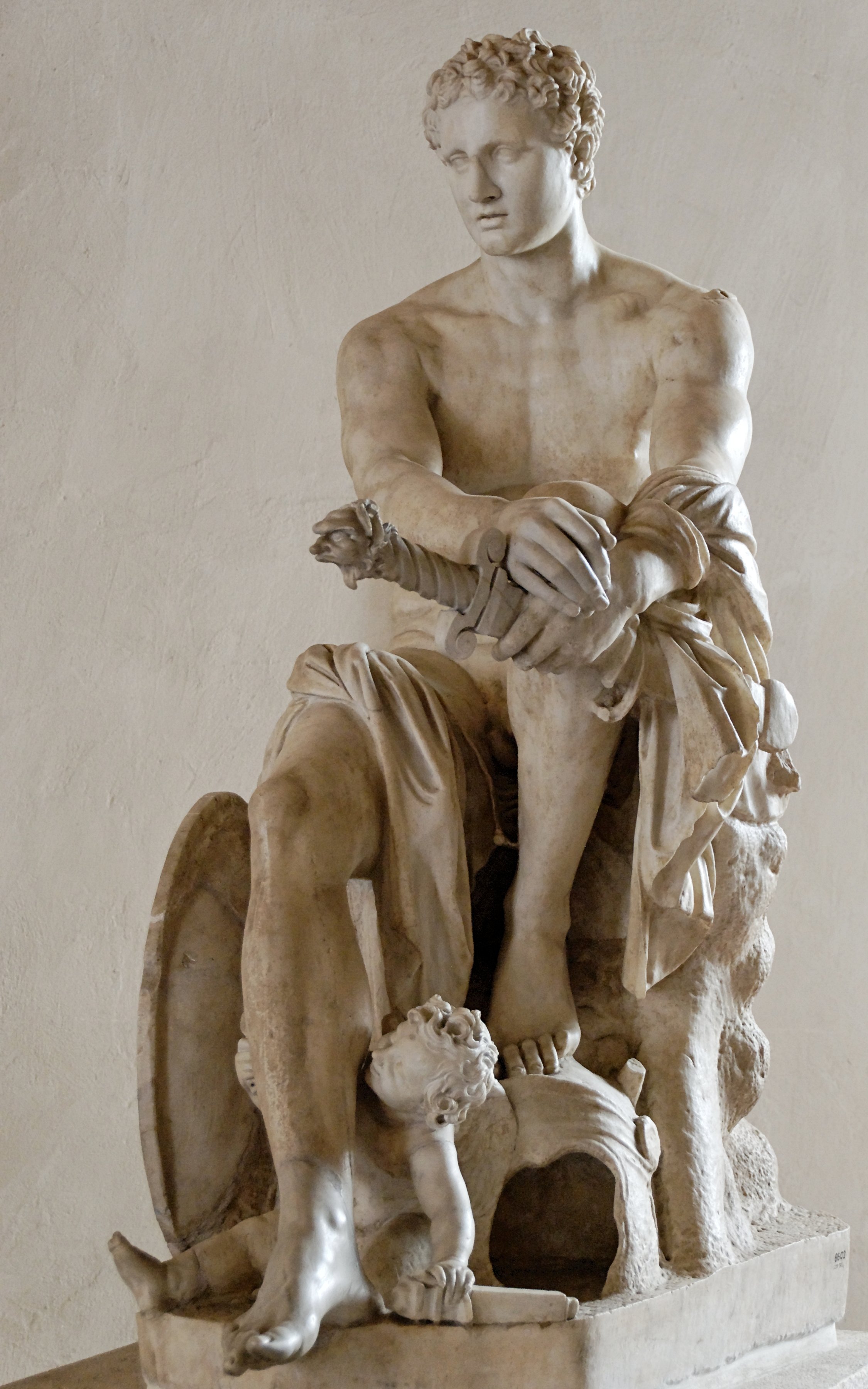
Arès Ludovisi, copie romaine d'un original grec.

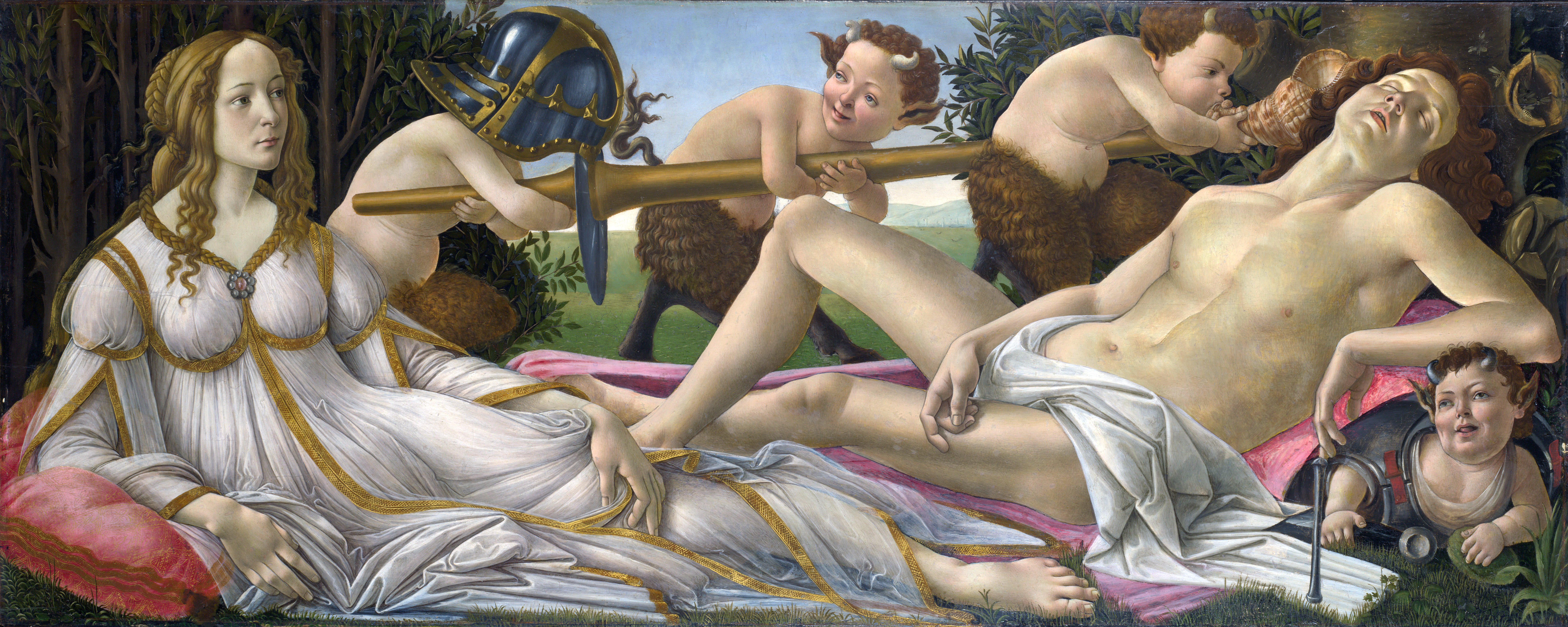
Botticelli, Vénus et Mars, 1483, National Gallery (Londres).

Peu représenté dans les arts grecs, Arès se retrouve surtout dans des scènes collectives : il est présent dans des scènes de gigantomachies, comme sur une frise du trésor des Siphniens de Delphes, vers 525 av. J.-C., et sur un cratère du peintre Sophilos du British Museum, d'environ 580 av. J.-C., où il est figuré près d'Aphrodite et assiste avec les autres dieux aux noces de Thétis et Pélée. Arès apparait également sur un œnochoé attique d'environ 560 av. J.-C. des Staatliche Museen de Berlin, où il vient en aide à son fils Cycnos face à Héraclès supporté par Athéna. Une copie romaine d'une œuvre grecque du IVe siècle av. J.-C., l'Arès Ludovisi, est également connue. L'Arès Borghèse est exposé au Louvre.

### Contemporain

#### Iconographie

##### Peinture
Le dieu de la guerre apparait dans de nombreux tableaux.

#### Littérature

##### Bande dessinée
- Arès est un personnage de l'univers DC Comics ; c'est un super-vilain, ennemi de Wonder Woman.
- Arès est un personnage de l'univers Marvel.

#### Filmographie

##### Cinéma
- 1976 : Acteur non crédité dans Les Douze travaux d'Astérix.
- 1997 : Il apparait dans Hercule.
- 2010 : Tamer Hassan dans Le Choc des Titans.
- 2016 : Arès réalisé par Jean-Patrick Benes.

##### Télévision
- 1995 : Kevin Smith dans Xena, la guerrière.

- 1997 : Il apparait dans l'épisode 13, Une vieille connaissance de Stargate SG-1.
- 1998 : Jay Thomas dans Hercule.
- 2004 : Michael York le joue dans l'épisode Hawk et Dove de La Ligue des Justiciers.
- 2016 : Il apparait dans plusieurs épisodes de Les Grands Mythes.

#### Jeux vidéo
- Arès est le principal antagoniste du jeu vidéo God of War, fondé en grande partie sur la mythologie grecque.
- Arès est l'un des dieux qui aident Zagreus, le protagoniste du jeu Hades.
- Arès apparaît dans le jeu Immortals Fenyx Rising. Il est un des quatre dieux qu'il faut aider.